# Balbisia stitchkinii
Balbisia stitchkinii là một loài thực vật có hoa trong họ Vivianiaceae hoặc họ Francoaceae nghĩa rộng (s. l.). Loài này được Mario Héctor Ricardi Salinas (1921-2005) miêu tả khoa học đầu tiên năm 1957.

## Mẫu định danh
Mẫu định danh: M. Ricardi 3537; do Mario Héctor Ricardi Salinas thu thập ở cao độ 3.800 m ngày 27-9-1955 tại Puquios, vùng Tarapacá, Chile.

## Từ nguyên
Tính từ định danh stitchkinii là để vinh danh David Stitchkin Branover (1912-1997), hiệu trưởng Đại học Concepción (tỉnh Concepción, Chile) từ năm 1956 tới năm 1962.

## Phân bố
Loài này được tìm thấy tại cực bắc Chile (vùng Tarapacá). Loài đặc hữu vùng núi cao, ở cao độ 3.800-4.000 m.

## Mô tả
Cây bụi cao 0,60-1,50 m, phân nhiều cành, thân phần gốc hóa gỗ, đường kính 0,5-1 cm, màu nâu ánh đỏ, cho tới phần cuối của các cành phía trên với các dải sọc màu nâu rời. Các cành non mọc hướng lên hoặc gần thẳng đứng, đường kính 2-5 mm, đoạn giữa gần như trần trụi, đoạn trên phân nhánh và nhiều lá về phía đỉnh; với các cành non mới dài 2-6 cm, có lông nhung, với các mắt lá, đỉnh một hoa. Lá chẻ 3 sâu, đối hoặc so le (khoảng cách 2–4 mm), không cuống, cả hai mặt màu xám trắng, dài 3–8 mm, dày ở đáy, mang các chồi ngắn, chồng chất với các lá ngắn chen chúc, dài ~1 mm, rậm lông lụa; phiến lá thẳng, dài 3-8 mm, rộng 1-2 mm, nhọn, mép nguyên, cuốn ngoài và rủ xuống. Hoa ở đầu cành đơn độc, cuống dài 5–8 mm, rậm lông, màu ánh đỏ. Tổng bao dài 5–8 mm, lá bắc chẻ đôi hoặc chẻ ba sâu; phiến 12-25, thẳng, rậm lông dài. Lá đài 5, xếp lợp, hơi không đều, thuôn dài-hình mác, dài 11-15 mm, rộng 4-8 mm, nhọn thon, có lông lụa, màu ánh đỏ tới vàng ánh đỏ, 3-(5) gân màu hồng, bên trong có lông lụa trắng bạc. Cánh hoa 5, xếp lợp, hình trứng ngược, nguyên, dài 1,7-2 cm, rộng 1,7-2 cm, đỉnh tù, nhẵn nhụi, màu vàng. Nhị hoa 10, trong đó 5 xen kẽ với cánh hoa có chỉ nhị dài 4 mm và 5 đối diện cánh hoa có chỉ nhị dài 2 mm; bao phấn thuôn dài, hơi không đều, dài ~5 mm, rộng 1,5 mm, đính đáy. Bầu nhụy hình cầu, cao ~2 mm, rậm lông lụa màu trắng bạc, 5 thùy, 5 lá noãn, 5 ngăn, noãn đính tâm; đầu nhụy 5, không cuống, hình lưỡi, dài ~2 mm. Quả nang hình elipxoit, dài 5-8 mm, rộng 4-6 mm, có lông lụa áp ép, với tổng bao và đài hoa bền ở đỉnh, chẻ ngăn, 5 mảnh vỏ nhọn, đỉnh nguyên. Hạt nhiều, hình tứ diện, dài 1-1,5 mm, rìa có cánh.